# مجمع عمومی سازمان ملل متحد
مجمع عمومی سازمان ملل متحد (به انگلیسی: United Nations General Assembly یا UNGA/GA) یکی از شش ارگان اصلی سازمان ملل متحد است که به عنوان ارگان اصلی مشورتی، سیاست گذاری به نیابت از سازمان ملل عمل می‌کند. مجمع عمومی مسئول بودجه سازمان ملل، انتصاب اعضای غیردائم شورای امنیت، انتصاب دبیرکل سازمان ملل متحد، دریافت گزارش‌ها از سایر بخش‌های سیستم سازمان ملل، و ارائه توصیه‌هایی از طریق قطعنامه‌ها است. همچنین ارگان‌های فرعی متعددی را برای پیشبرد یا کمک به وظایف گسترده خود ایجاد می‌کند. مجمع عمومی تنها ارگان سازمان ملل است که در آن همه کشورهای عضو دارای نمایندگی مساوی هستند.
مجمع عمومی زیر نظر رئیس خود یا دبیرکل سازمان ملل در جلسات سالانه در مقر سازمان ملل در شهر نیویورک تشکیل جلسه می‌دهد. بخش اصلی این جلسات عموماً از سپتامبر تا بخشی از ژانویه تا زمانی که به همه مسائل رسیدگی شود (که اغلب قبل از شروع جلسه بعدی است) برگزار می‌شود. همچنین می‌تواند برای جلسات ویژه و اضطراری دوباره تشکیل شود. اولین جلسه در ۱۰ ژانویه ۱۹۴۶ در تالار مرکزی متدیست لندن تشکیل شد و نمایندگان ۵۱ کشور بنیان‌گذار در آن حضور داشتند.
رای‌گیری در مجمع عمومی در مورد برخی از رأی‌گیری در خصوص مسائل مهم مانند حفظ صلح و امنیت، مسائل مربوط به بودجه و انتخاب اعضا با اکثریت ‎‎۲/۳ آرا صورت می‌گیرد و در خصوص مسائل دیگر با اکثریت عادی تصمیم‌گیری می‌شود. هر کشور عضو یک رای دارد. مصوبات مجمع به غیر از تصویب امور بودجه از جمله تصویب مقیاس ارزیابی برای اعضا الزام‌آور نیست. طبق قطعنامه اتحاد برای صلح در نوامبر ۱۹۵۰ (قطعنامه ۳۷۷ (وی))، مجمع می‌تواند در صورتی که شورای امنیت در مواردی که به نظر می‌رسد تهدیدی برای صلح، نقض صلح یا اقدام تجاوزکارانه باشد، به دلیل رأی منفی یک عضو دائمی، متوقف نشده و موضوع را فوراً با هدف ارائه توصیه‌هایی که در محدوده سازمان ملل باشد ارائه کند، به استثنای موضوعات صلح و امنیت که تحت بررسی شورای امنیت است.
در طول دهه ۱۹۸۰، مجمع به مجمعی برای «گفتگوی شمال-جنوب» بین کشورهای صنعتی و کشورهای در حال توسعه در مورد طیف وسیعی از مسائل بین‌المللی تبدیل شد. این مسائل به دلیل رشد خارق‌العاده و تغییر ساختار عضویت در سازمان ملل مطرح شد. در سال ۱۹۴۵، سازمان ملل ۵۱ عضو داشت که در قرن بیست و یکم تقریباً چهار برابر شد و به ۱۹۳ رسید که بیش از دو سوم آنها در حال توسعه هستند. کشورهای در حال توسعه به دلیل تعدادشان، اغلب قادر به تعیین دستور کار مجمع، ماهیت بحث‌ها و ماهیت تصمیمات آن هستند.

## تاریخچه

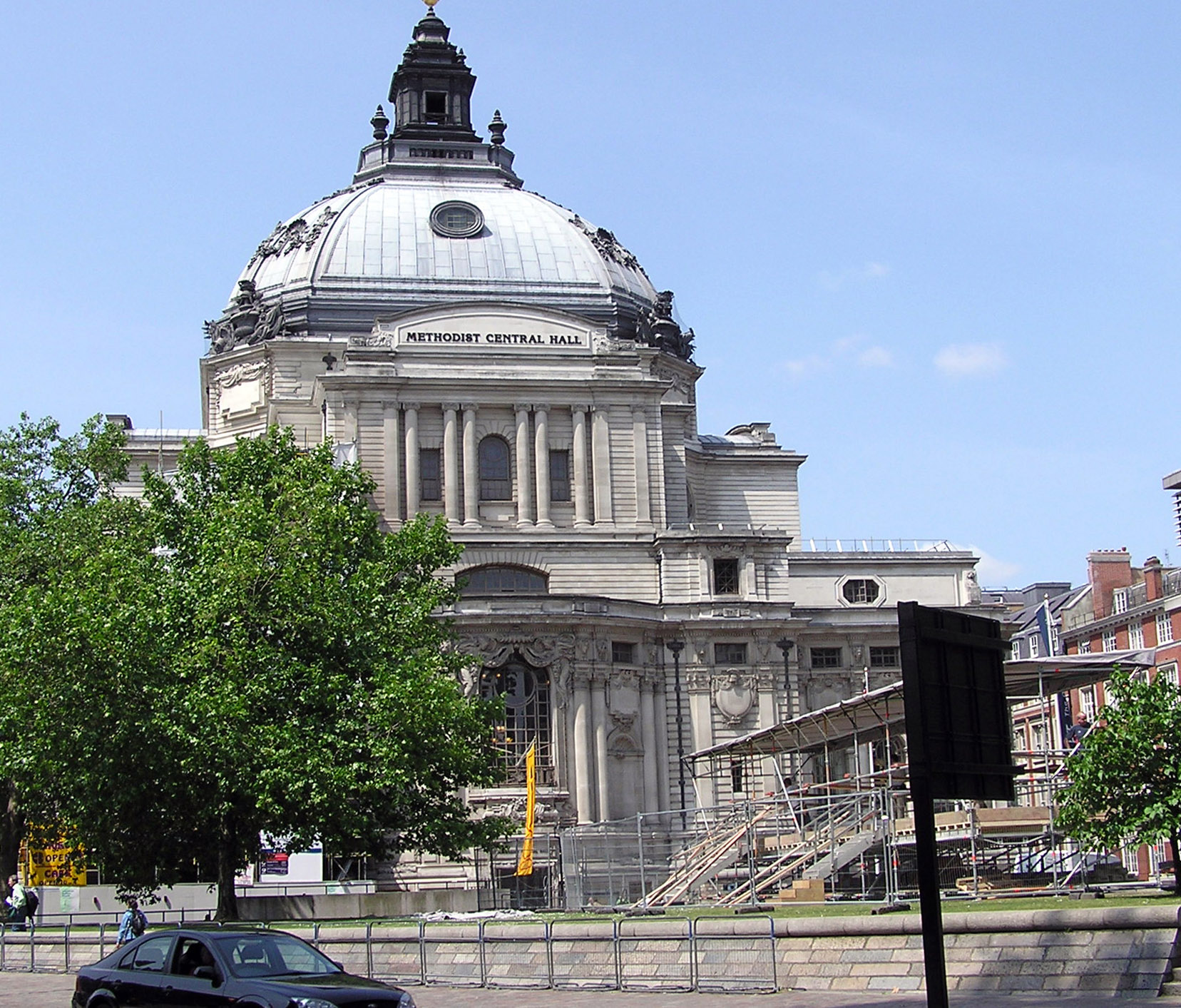
کلیسای متدیست در لندن، محل اولین اجلاس مجمع عمومی ملل متحد در ۱۹۴۶

اولین اجلاس مجمع عمومی سازمان ملل متحد در دهم ژانویه ۱۹۴۶ در سالن مرکزی کلیسای متدیست لندن برگزار شد که نمایندگان ۵۱ کشور در آن شرکت داشتند. این اجلاس در چندین سال بعد آن در شهرهای مختلف انجام شد که سال دوم در نیویورک و سال سوم در پاریس بود. این اجلاس در ۱۴ اکتبر ۱۹۵۲ در هفتمین اجلاس سالانه خود به مقر دائم آن در نیویورک منتقل شد. در دسامبر ۱۹۸۸ ملل متحد برای شنیدن سخنرانی یاسر عرفات بیست و نهمین اجلاس خود را در کاخ ملل ژنو در سوئیس برگزار کرد.

## ترکیب مجمع عمومی
ترکیب مجمع عمومی، بیان‌گر اصلی بنیادین در روابط بین‌المللی یعنی برابری دولت‌ها می‌باشد. مجمع عمومی، مرکب از کلیهٔ اعضای ملل متحد است (۱۹۳ کشور) و هریک از اعضا می‌توانند حداکثر تا پنج نماینده در مجمع عمومی داشته‌باشند ولی این امکان برای دولت‌ها وجود دارد که در صورت نیاز و در حد امکان خود به این هیئت، مشاور یا کارشناس اضافه نمایند. علاوه بر نمایندگان دولت‌ها هیئت‌هایی به عنوان ناظر، بدون داشتن حق رأی شرکت می‌کنند.

## وظایف و اختیارات مجمع عمومی

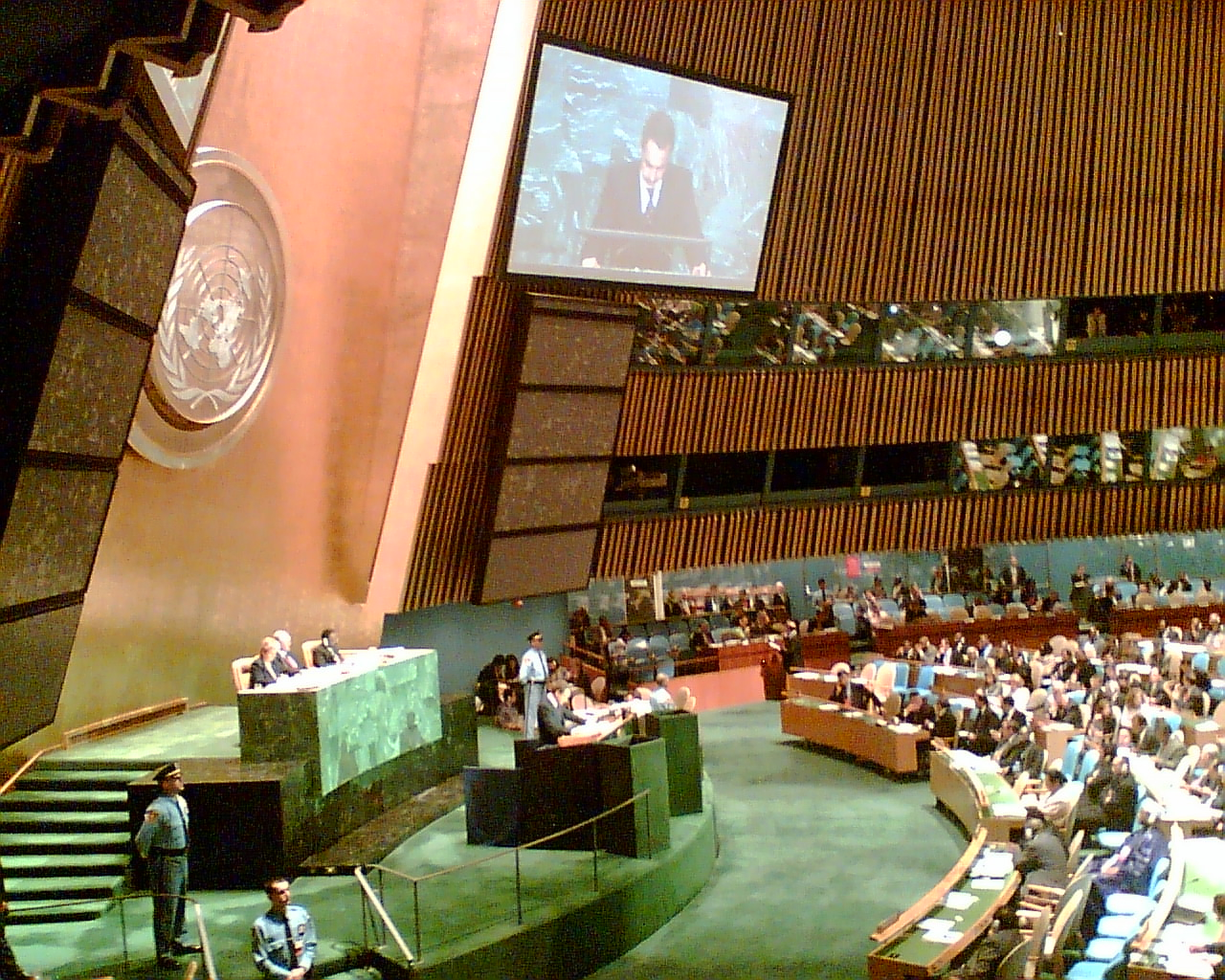
نخست‌وزیر اسپانیا خوزه لوئیز رودریگز ساپاترو در حال سخنرانی در مجمع عمومی در نیویورک ۲۰ دسامبر ۲۰۰۵

مجمع عمومی فراگیرترین رکن سازمان ملل متحد است و دارای صلاحیت گسترده‌ای می‌باشد. ارکان دیگر باید مطالعات و گزارش‌های خود را سالانه به آن ارائه نمایند. این رکن، ضمن بررسی این گزارش‌ها و تصویب بودجه، نظارت خود را بر تمام فعالیت‌های سازمان اعمال می‌کند. مجمع طبق مادهٔ ۱۰ منشور، می‌تواند در خصوص هر مسئله یا امری که در چارچوب منشور قرار می‌گیرد یا در ارتباط با اختیارات و وظایف یکی از ارکان پیش‌بینی شده در منشور است بحث نموده، در مورد آن‌ها توصیه‌نامه صادر نماید. تنها محدودیت‌های وارده به صلاحیت مجمع عمومی عبارتند از:
1. عدم مداخله در اموری که ذاتاً داخل در صلاحیت داخلی دولت‌ها است.
2. عدم مداخله در مورد اختلاف یا وضعیتی که شورای امنیت سازمان ملل متحد در حال رسیدگی به آن می‌باشد مگر آن‌که شورای امنیت خود تقاضای مداخلهٔ مجمع عمومی را بنماید.
3. ارجاع تمام مسائل مربوط به حفظ صلح و امنیت بین‌المللی که نیاز به اقدام عملی دارند به شورای امنیت زیرا فقط شورای امنیت است که می‌تواند در مورد اقدامات عملی تصمیم بگیرد.[۶]

### وظایف و اختیارات خاص مجمع عمومی

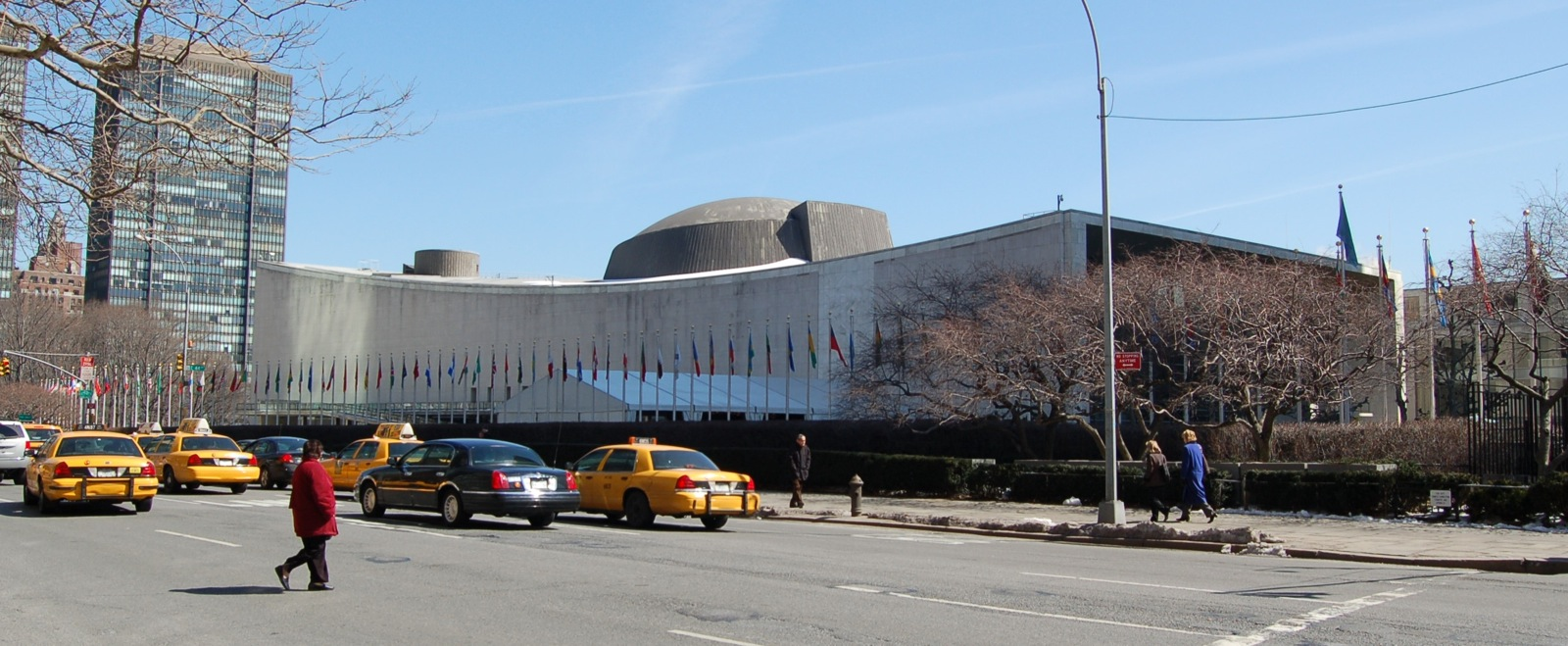
ساختمان مجمع عمومی ملل متحد

1. بحث در مورد تمام مسائل و قضایایی که در چارچوب منشور ملل متحد قرار می‌گیرد به استثنای ماده ۱۲ منشور؛
2. بحث و بررسی دربارهٔ هر مسئله مربوط به حفظ صلح و امنیت بین‌المللی به استثنای مواردی که شورای امنیت مشغول انجام وظایفی است که طبق منشور به آن محول شده است؛
3. انتخاب اعضای سایر ارکان اصلی (انتخاب اعضای غیر دایم شورای امنیت، شورای اقتصادی اجتماعی و شورای قیمومت به هنگام ضرورت)؛
4. معرفی یا انتخاب اعضای ارکان فرعی خود؛
5. هماهنگ نمودن فعالیت‌های مؤسسات تخصصی؛
6. بررسی و ارائه توصیه دربارهٔ اصول همکاری در زمینهٔ حفظ صلح و امنیت بین‌المللی؛
7. آمریت بر شورای اقتصادی اجتماعی و شورای قیمومت؛
8. آمریت بر ادارهٔ سازمان و تصویب بودجهٔ سازمان و تقسیم و تخصیص سهمیه‌های پرداختی اعضا؛
9. اجازه دادن به مؤسسات تخصصی جهت درخواست نظر مشورتی از دیوان بین‌المللی دادگستری؛
10. دریافت و بررسی گزارش‌های شورای امنیت و سایر ارگان‌های سازمان ملل؛
11. انجام مطالعات و صدور توصیه‌هایی در خصوص ترویج همکاری بین‌المللی در امور سیاسی، ایجاد زمینه‌های مناسب برای توسعهٔ تدریجی و تدوین حقوق بین‌الملل، کمک به تحقق حقوق بشر و آزادی‌های بنیادین برای همه، بی هیچ تبعیض از حیث نژاد و جنس و زبان و مذهب و همیاری بین‌المللی در حوزه‌های اقتصادی، اجتماعی، فرهنگی، آموزشی و بهداشتی؛
12. ارائه توصیه‌هایی برای حل و فصل مسالمت‌آمیز هر وضعیتی که احتمالاً به روابط دوستانهٔ بین‌المللی لطمه می‌زند بدون توجه به منشأ آن.[۶][۱۲]

### وظایف و اختیارات مشترک مجمع با شورای امنیت
1. ترکیب سازمان (پذیرش عضو جدید، معلق کردن عضویت یا اخراج کردن یک دولت عضو)؛
2. انتخاب قضات دیوان بین‌المللی دادگستری؛
3. انتخاب دبیرکل (بر اساس توصیهٔ شورای امنیت)؛
4. تجدیدنظر در منشور ملل متحد؛
5. اداره مناطق سوق‌الجیشی در سرزمین‌های تحت قیمومت ملل متحد.[۱۲]

## طرز کار مجمع عمومی
قواعد مربوط به طرز کار مجمع عمومی در مادهٔ ۴ منشور و مقررات داخلی مجمع بیان شده است. مجمع عمومی خود آیین‌نامهٔ داخلی را تنظیم می‌کند و به لحاظ این‌که مقررات داخلی‌اش ماهیت قراردادی ندارد، می‌تواند بدون آن‌که مشکلات مربوط به تغییر منشور مطرح شود آن را تغییر دهد.

### سازمان‌دهی کارهای مجمع عمومی

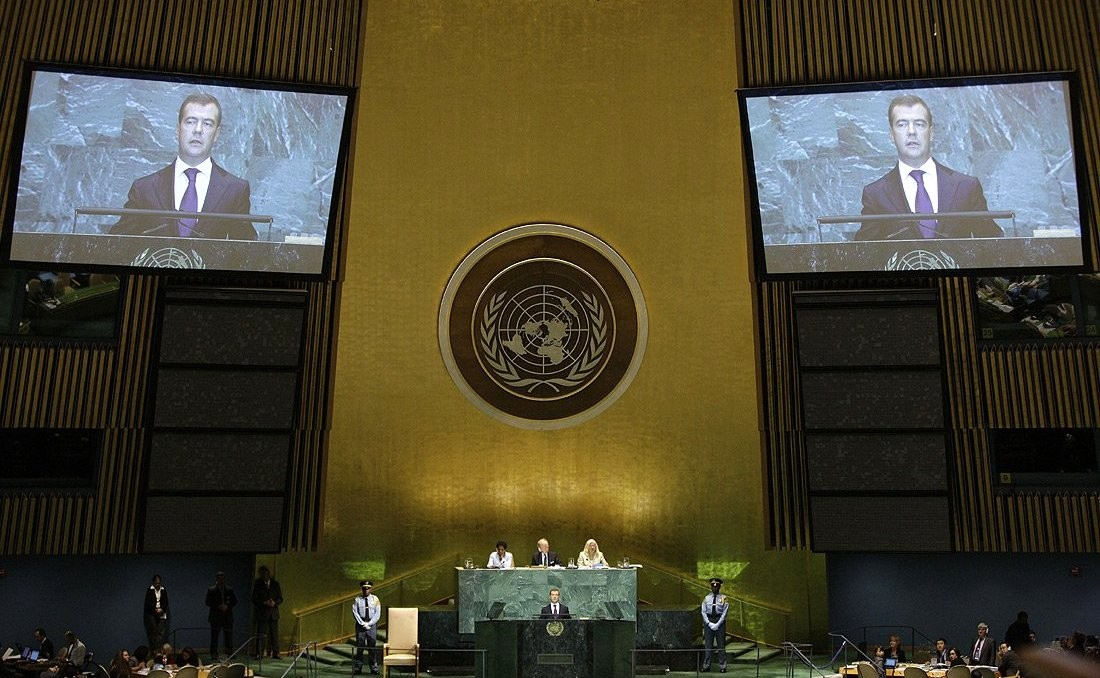
رئیس‌جمهور روسیه دمیتری مدودف در حال سخنرانی در ۶۴ مین اجلاس مجمع عمومی در ۲۴ سپتامبر ۲۰۰۹

مجمع عمومی به‌طور دایم تشکیل جلسه نمی‌دهد. اجلاس عادی مجمع، سالانه از سه‌شنبه سومین هفتهٔ سپتامبر به مدت ۳ تا ۴ ماه در مقر سازمان در نیویورک برگزار می‌شود. با این وجود مجمع می‌تواند در صورت اقتضا، اجلاسیه‌های فوق‌العاده به دعوت دبیرکل و بنا به درخواست شورای امنیت، اکثریتی از کشورهای عضو، یا به تقاضای یک کشور اگر اکثریت اعضا موافق باشند تشکیل دهد. همچنین مجمع می‌تواند اجلاس فوق‌العاده فوری که اختصاص به یک مشکل مشخص دارد برگزار نماید. این اجلاس به فاصلهٔ ۲۴ ساعت از زمان تقاضای شورای امنیت بر اساس رأی هر یک از ۹ عضو شورا، یا با اکثریت اعضای سازمان، یا با یک عضو اگر اکثریت اعضا موافق باشند تشکیل می‌شود.

اغلب در ابتدای هر اجلاس عادی رؤسای کشورهای عضو و دولت‌ها در خصوص اضطراری‌ترین مسائل بین‌المللی سخنرانی می‌کنند. سپس سایر مسائل به جهت آن‌که بحث در خصوص آن‌ها به علت کثرت اعضای مجمع با کندی مواجه می‌شود و تسهیل فعالیت‌ها در نهادهای کوچک‌تر که همان کمیته‌های مجمع هستند بررسی می‌شوند. این کمیته‌ها عبارتند از:
- کمیتهٔ اول (خلع سلاح و امنیت بین‌المللی)
- کمیتهٔ دوم (اقتصادی و مالی)
- کمیتهٔ سوم (اجتماعی، بشردوستانه و فرهنگی)
- کمیتهٔ چهارم (ویژهٔ سیاسی و استعمارزدایی)
- کمیتهٔ پنجم (امور اداری و بودجه‌ای)
- کمیتهٔ ششم (حقوقی)

علاوه بر این ۶ کمیتهٔ اصلی، کمیتهٔ دیگری هم وجود دارد که اختیارات هیئت‌های نمایندگی را بررسی و کنترل می‌نماید. مجمع عمومی حداقل ۳ ماه پیش از شروع اجلاس عادی شروع به انتخاب هیئت رئیسه می‌نماید. این هیئت رئیسه مرکب از یک رئیس، ۲۱ معاون رئیس و رؤسای ۷ کمیتهٔ اصلی است. انتخاب رئیس مجمع عمومی به جهت هدایت مذاکرات و نقش هماهنگ‌کننده‌ای که دارد بسیار با اهمیت است. در عمل و بر اساس توافق صورت گرفته میان دولت‌های عضو هیچ‌گاه رئیس مجمع عمومی از میان پنج عضو دایم شورای امنیت انتخاب نمی‌شود.

بر اساس قطعنامهٔ ۱۹۹۰ مصوب ۱۹۶۳ برای تضمین رعایت برابری جغرافیایی هر ساله رئیس مجمع به نوبت از میان پنج گروه از کشورهای آفریقایی، آسیایی، اروپای شرقی، آمریکای لاتین و کارائیب و غرب اروپا، و سایر دولت‌ها انتخاب می‌شود.

### نحوهٔ اخذ تصمیم در مجمع عمومی

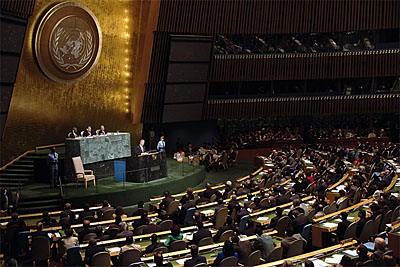
تالار مجمع عمومی سازمان ملل متحد

تصمیم‌گیری در خصوص کارهای مجمع عمومی یا از طرق رأی‌گیری یا از راه اجماع (کنسانسوس) است.

#### رأی‌گیری در مجمع عمومی
طبق رأی منشور ملل متحد رأی‌گیری در مجمع مبتنی بر دو اصل برابری دولت‌ها و اخذ تصمیم با اکثریت آرا است. هر دولت چه بزرگ و چه کوچک در مجمع دارای یک رأی خواهد بود. تصمیم‌گیری در خصوص مسائل مهم با اکثریت ‎۲/۳ از اعضای حاضر و رأی‌دهنده صورت می‌گیرد.
اتخاذ تصمیم در خصوص مسائل دیگر با اکثریت ساده انجام می‌شود. رأی‌گیری می‌تواند به صورت کتبی، بالا بردن دست‌ها یا با خواندن اسامی باشد.

#### کنسانسوس در مجمع عمومی
در سال‌های اخیر تلاش ویژه‌ای صورت گرفته است تا در خصوص موضوعات به جای تصمیم‌گیری بر اساس رأی‌گیری رسمی (به اکثریت یا به‌اتفاق آرا) از آیین کنسانسوس استفاده شود. رئیس مجمع عمومی بعد از مشورت و توافق با هیئت نمایندگی می‌تواند پیشنهاد دهد که یک قطع‌نامه بدون رأی‌گیری و ارائهٔ اعتراض رسمی تصویب شود.

#### قطعنامه‌های حقوق بشری
قطعنامه‌های حقوق بشری مجمع عمومی سازمان ملل، برای کشورها بار حقوقی و الزامی ندارد، اما در صحنه بین‌المللی برای آن‌ها هزینه سیاسی ایجاد می‌کند.

## بودجه
تصویب بودجه سازمان ملل همچنین به عهده مجمع عمومی است. مجمع همچنین میزان پولی را که هریک از کشورهای عضو بایستی به سازمان ملل بپردازند را تعیین می‌کند. این بودجه برای تأمین هزینه‌های برنامه‌های سازمان ملل در زمینه‌هایی از جمله امور سیاسی، عدالت بین‌المللی و قانون، تجمع بین‌المللی برای رشد، حقوق بشر و امور انسانی می‌باشد.
محل عمده تأمین بودجه کشورهای عضو هستند. مقیاس ارزیابی بر مبنای توان پرداخت کشورهاست. علاوه بر بودجه عام، کشورهای عضو همچنین برای پرداخت هزینه‌های دادگاه بین‌المللی و نیروهای حافظ صلح ارزیابی می‌شوند.

## انتخابات

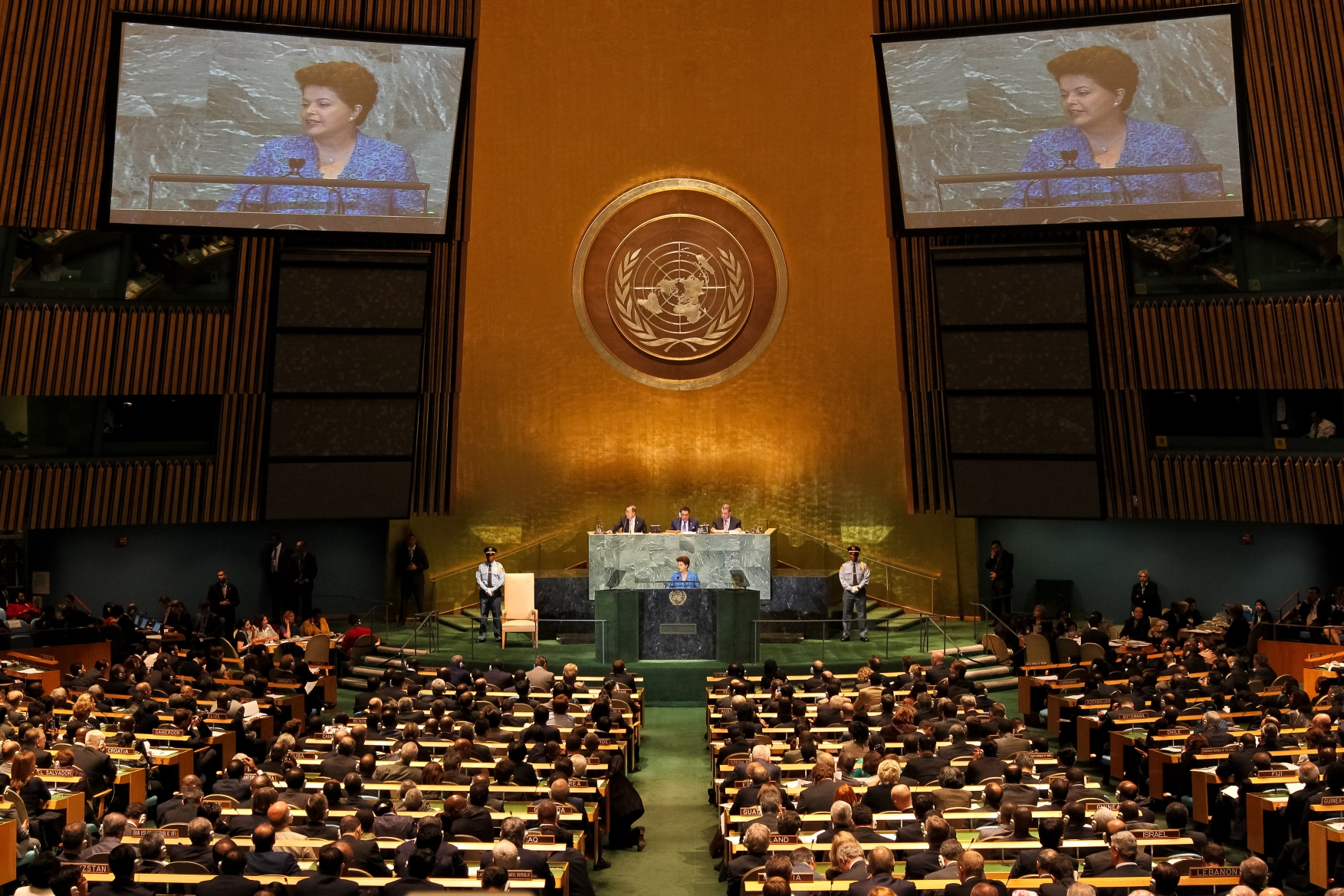
رئیس‌جمهور برزیل دیلما روسف در سخنرانی افتتاحیه ۶۶مین اجلاس محمع عمومی سازمان ملل متحد در ۲۱ سپتامبر ۲۰۱۱. برای اولین بار یک زن یک اجلاس سازمان ملل را افتتاح کرد.

مجمع عمومی برای انتخاب ده عضو غیر دائم شورای امنیت سازمان ملل متحد رای‌گیری می‌کند. نزدیکترین رای‌گیری انجام شده در ۲ ژوئن ۲۰۱۷ بود. این انتخابات هر دوسال یک بار انجام می گیردو آنها ده عضو را انتخاب می‌کنند که هر پنج عضو هر یک سال عو ض می‌شوند.

## قطعنامه‌ها
مجمع عمومی روی بسیاری از قطعنامه‌هایی که توسط دولت‌ها عرضه می‌شود رای‌گیری می‌کند. این موارد بیانیه‌هایی هستند که احساس بین‌المللی دربارهٔ یک مسئله خاص جهانی را منعکس می‌کنند. مجمع عمومی اختیار تصمیم‌گیری در مورد بسیاری از مسائل مهم از جمله بودجه را دارد

## سازمان‌های وابسته به مجمع عمومی
- کنفراس تجارت و تومرکز تجارت بین‌المللی آی‌تی‌سی‏سعهٔ سازمان ملل (UNCTAC)
- (UNCTAD/WTO)‏
- برنامه کنترل مواد مخدر ملل متحد (UNDCD)
- برنامه محیط زیست سازمان ملل متحد (UNEP)
- برنامه عمران ملل متحد (UNDP)
- صندوق توسعه ملل متحد برای زنان (UNIFEM)
- داوطلبان ملل متحد (UNV)
- صندوق توسعه سرمایه ملل متحد (UNCDE)
- صندوق جمعیت ملل متحد (UNFPA)
- کمیساریای عالی سازمان ملل برای پناهندگان (UNHCR)
- برنامه جهانی غذا (WFPI)
- کارگزاری، همیاری و کار ملل متحد برای پناهندگان فلسطینی در خاور نزدیک (UNRWA)
- برنامه اسکان بشر ملل متحد (UN_HABITAT) ‏[۲۰]